# Дух і літера (часопис)
«Дух і лі́тера» — український культурологічний часопис, який видається від 1997 року в однойменному видавництві. Голова редакційної колегії — Мирослав Попович, співредактори Костянтин Сігов та Леонід Фінберг. У часописі, крім статей, публікуються матеріали конференцій. Виходять тематичні випуски. «Дух і літера» є першим українським міждисциплінарним періодичним виданням у сфері наук про людину. Виходить раз на два місяці.